# 北区 (さいたま市)

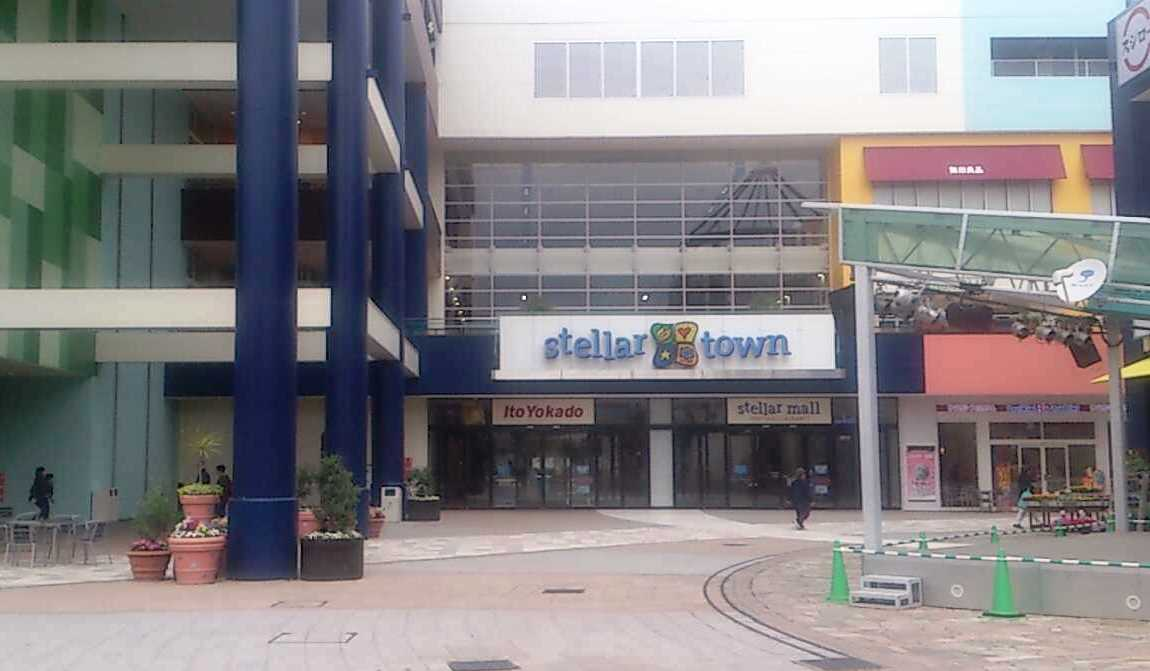
ステラタウン

北区（きたく）は、埼玉県さいたま市を構成する10区のうちの一つ（旧大宮市北部）。さいたま市内のベッドタウンとして、主に多数の大型マンションを含む住宅街と郊外型ショッピングモールなどで形成されている。

## 概要
当区の宮原駅・日進駅・加茂宮駅周辺一帯は、さいたま市が指定する「副都心景観拠点（日進・宮原地区）」となっている。工場跡地などの敷地を活用した大規模な再開発により、大型商業施設・公共医療施設整備・マンション宅地造成等が行なわれた。
プラザノース（北区役所）周辺地域は、2004年さいたま市によって「ノーザンハートきたまち」と命名、美しく整備された緑豊かな街並みがさいたま市景観特区に指定され、そのまちづくり等が高く評価されている。
当区の北部、国道16号沿いには工業団地（吉野原工業団地）や卸売市場（大宮市場）がある。
政令指定都市へ移行する際の行政区割りで、大成町・櫛引町など、同一町の丁目によって北区と大宮区に分割される現象が起きた。これは、小中学校の学区等も大きく関係しているためである。そのため、大宮区北部は大宮区役所より北区役所の方が近距離であるなど、当区とほぼ同一の生活圏や商圏を形成している。
北区の郵便番号は全域が331で、大宮西郵便局の管轄となっている。

## 歴史
- 1940年（昭和15年）11月3日 - 大宮町・三橋村・日進村・宮原村・大砂土村が合併し、大宮市が発足。
- 2001年（平成13年）5月1日 - 浦和市・大宮市・与野市の合併により、さいたま市が発足[1]。
- 2003年（平成15年）4月1日 - さいたま市が政令指定都市に移行したことに伴い、北区が発足[2]。

## 地理
さいたま市の北部に位置する。区名は、地理的に市域の北にあることによる。江戸時代における中山道大宮宿から上尾宿の間に位置する。主に大宮台地浦和大宮支台上にあり、西に鴨川が流れ、東に芝川や見沼代用水西縁が流れる。芝川周辺はかつての見沼の北端にあたる。

### 河川
- 芝川
- 鴻沼川（霧敷川・切敷川）
- 鴨川
- 見沼代用水西縁
- 逆川

## 人口
北区成立からの、毎年4月1日時点での人口。住民基本台帳人口より（台帳法改正前の2012年以前は台帳人口+外国人登録人口の数値）。
| \| 2003年（平成15年） \| 129,128人 \| \| \| 2004年（平成16年） \| 131,099人 \| \| \| 2005年（平成17年） \| 132,468人 \| \| \| 2006年（平成18年） \| 134,141人 \| \| \| 2007年（平成19年） \| 134,881人 \| \| \| 2008年（平成20年） \| 135,965人 \| \| \| 2009年（平成21年） \| 138,087人 \| \| \| 2010年（平成22年） \| 140,203人 \| \| \| 2011年（平成23年） \| 142,191人 \| \| \| 2012年（平成24年） \| 143,726人 \| \| \| 2013年（平成25年） \| 144,270人 \| \| \| 2014年（平成26年） \| 145,151人 \| \| \| 2015年（平成27年） \| 145,115人 \| \| \| 2016年（平成28年） \| 145,669人 \| \| \| 2017年（平成29年） \| 146,029人 \| \| \| 2018年（平成30年） \| 146,572人 \| \| \| 2019年（令和1年） \| 147,067人 \| \| \| 2020年（令和2年） \| 148,257人 \| \| \| 2021年（令和3年） \| 149,000人 \| \| \| 2022年（令和4年） \| 149,538人 \| \| \| 2023年（令和5年） \| 149,860人 \| \| \| 2024年（令和6年） \| 150,330人 \| \| |           |  |
| |           |  |
| 2003年（平成15年） | 129,128人 |  |
| 2004年（平成16年） | 131,099人 |  |
| 2005年（平成17年） | 132,468人 |  |
| 2006年（平成18年） | 134,141人 |  |
| 2007年（平成19年） | 134,881人 |  |
| 2008年（平成20年） | 135,965人 |  |
| 2009年（平成21年） | 138,087人 |  |
| 2010年（平成22年） | 140,203人 |  |
| 2011年（平成23年） | 142,191人 |  |
| 2012年（平成24年） | 143,726人 |  |
| 2013年（平成25年） | 144,270人 |  |
| 2014年（平成26年） | 145,151人 |  |
| 2015年（平成27年） | 145,115人 |  |
| 2016年（平成28年） | 145,669人 |  |
| 2017年（平成29年） | 146,029人 |  |
| 2018年（平成30年） | 146,572人 |  |
| 2019年（令和1年） | 147,067人 |  |
| 2020年（令和2年） | 148,257人 |  |
| 2021年（令和3年） | 149,000人 |  |
| 2022年（令和4年） | 149,538人 |  |
| 2023年（令和5年） | 149,860人 |  |
| 2024年（令和6年） | 150,330人 |  |

## 町字
北区では、住居表示に関する法律に基づく住居表示が実施されていない。大半の地区で町名地番変更が実施されている。
| 町字           | 町字の読み           | 設置年月日     | 住居表示実施年月日 | 住居表示実施直前の町字 | 備考 |
| -------------- | -------------------- | -------------- | ------------------ | ---------------------- | ---- |
| 植竹町一丁目   | うえたけちょう       | 1957年11月1日  | 未実施             |                        |      |
| 植竹町二丁目   | うえたけちょう       | 1957年11月1日  | 未実施             |                        |      |
| 大字大成       | おおなり             | 1889年4月1日   | 未実施             |                        |      |
| 大成町四丁目   | おおなりちょう       | 1957年7月10日  | 未実施             |                        |      |
| 大字大宮       | おおみや             | 1889年4月1日   | 未実施             |                        |      |
| 大字上加       | かみか               | 1889年4月1日   | 未実施             |                        |      |
| 大字加茂宮     | かものみや           | 1889年4月1日   | 未実施             |                        |      |
| 櫛引町二丁目   | くしひきちょう       | 1958年7月10日  | 未実施             |                        |      |
| 今羽町         | こんばちょう         | 1960年2月1日   | 未実施             |                        |      |
| 砂町一丁目     | すなちょう           | 1961年7月15日  | 未実施             |                        |      |
| 大字土呂       | とろ                 | 1889年4月1日   | 未実施             |                        |      |
| 土呂町         | とろちょう           | 1958年2月11日  | 未実施             |                        |      |
| 土呂町一丁目   | とろちょう           | 1971年5月8日   | 未実施             |                        |      |
| 土呂町二丁目   | とろちょう           | 1971年5月8日   | 未実施             |                        |      |
| 奈良町         | ならちょう           | 1968年1月14日  | 未実施             |                        |      |
| 大字西本郷     | にしほんごう         | 1889年4月1日   | 未実施             |                        |      |
| 大字西谷       | にしや               | 1889年4月1日   | 未実施             |                        |      |
| 日進町一丁目   | にっしんちょう       | 1958年7月10日  | 未実施             |                        |      |
| 日進町二丁目   | にっしんちょう       | 1958年7月10日  | 未実施             |                        |      |
| 日進町三丁目   | にっしんちょう       | 1958年7月10日  | 未実施             |                        |      |
| 東大成町一丁目 | ひがしおおなりちょう | 1957年11月1日  | 未実施             |                        |      |
| 東大成町一丁目 | ひがしおおなりちょう | 1957年11月1日  | 未実施             |                        |      |
| 別所町         | べっしょちょう       | 1960年11月1日  | 未実施             |                        |      |
| 本郷町         | ほんごうちょう       | 1959年2月1日   | 未実施             |                        |      |
| 盆栽町         | ぼんさいちょう       | 1957年11月1日  | 未実施             |                        |      |
| 見沼一丁目     | みぬま               | 1977年12月28日 | 未実施             |                        |      |
| 見沼二丁目     | みぬま               | 1977年12月28日 | 未実施             |                        |      |
| 見沼三丁目     | みぬま               | 1977年12月28日 | 未実施             |                        |      |
| 宮原町一丁目   | みやはらちょう       | 1961年         | 未実施             |                        |      |
| 宮原町二丁目   | みやはらちょう       | 1968年         | 未実施             |                        |      |
| 宮原町三丁目   | みやはらちょう       | 1961年         | 未実施             |                        |      |
| 宮原町四丁目   | みやはらちょう       | 1972年11月1日  | 未実施             |                        |      |
| 吉野町一丁目   | よしのちょう         | 1962年5月1日   | 未実施             |                        |      |
| 吉野町二丁目   | よしのちょう         | 1962年5月1日   | 未実施             |                        |      |

## 交通

### 鉄道
東日本旅客鉄道（JR東日本）
 宇都宮線（東北本線）・■上野東京ライン・ 湘南新宿ライン
- - 土呂駅 -

 高崎線・■上野東京ライン・ 湘南新宿ライン
- - 宮原駅 -

■ 川越線
- - 日進駅 -

埼玉新都市交通
 伊奈線（ニューシャトル）
- - 加茂宮駅 - 東宮原駅 - 今羽駅 - 吉野原駅 -

- 鉄道博物館駅 - 区内には所在しないが、当区では駅東側が東大成町、駅北西側が大成町四丁目・櫛引町二丁目の最寄駅となる。

東武鉄道
 野田線（東武アーバンパークライン）
- 区内に駅は所在しないが、北大宮駅 - 大宮公園駅間・大宮公園駅 - 大和田駅間で当区を通過している。
- 北大宮駅 - 当区では駅西側が東大成町一丁目の最寄駅となる。
- 大宮公園駅 - 当区では駅北側が盆栽町の最寄駅となる。

### バス・乗合タクシー
- 東武バスウエスト - 元々東武鉄道の路線は、区内北部を中心に運行。1947年（昭和22年）までに東武鉄道の子会社・東武自動車が統合した路線は、区内全域で運行。
- さいたま市コミュニティバス
  - 北区コミュニティバス - 東武バスウエスト大宮営業事務所に運行委託
    - 宮原駅東口 - 土呂駅西口 - ステラタウン - 北区役所 - 植竹公民館入口 - 大宮中央総合病院 - （鉄道博物館南 - ）大成四丁目 - 日進駅南 - 日進駅西 - 宮原駅西口
      - 鉄道博物館南のみ大宮区大成町を所在地としている。
      - 環状路線の上記区間を東廻りと西廻りで運行されている。
- さいたま市乗合タクシー
  - 北区吉野町地区乗合タクシー「宮原なかよし号」 - 大宮自動車に運行委託
    - 大宮国道事務所 - 卸売市場 - 吉野公園 - 宮原公民館 - 林時計店[注釈 1] - 北部医療センター

  - 見沼区大砂土東地区乗合タクシー「みぬま号」 - 見沼交通に運行委託
    - 土呂駅 - 彩の国東大宮メディカルセンター - 市民の森 - 鷲神社前間で北区に乗り入れる。

  - 見沼区片柳西地区乗合タクシー「カワセミ号」 - 見沼交通に運行委託
    - 鷲神社前→彩の国東大宮メディカルセンター→土呂駅→彩の国東大宮メディカルセンター→鷲神社前間で北区に乗り入れる。

### 道路
一般国道
- 国道16号
  - 東大宮バイパス

- 国道17号（中山道）
  - 大宮バイパス
  - 新大宮バイパス

県道
- 主要地方道
  - 埼玉県道35号川口上尾線（産業道路）

- 一般県道
  - 埼玉県道132号宮原停車場線（宮原駅前通り）
  - 埼玉県道164号鴻巣桶川さいたま線（旧中山道）
  - 埼玉県道216号上野さいたま線

## 本社を置く主な企業
- マレリ（旧・カルソニックカンセイ）
- マミーマート
- 埼玉新聞社
- 日本製罐
- 朝日カーメンテナンス
- ホビーベースイエローサブマリン
- エーシーテクノサンヨー
- カシュー
- 日立ニコトランスミッション
- 大和観光自動車
- 埼英スクール

## 行政

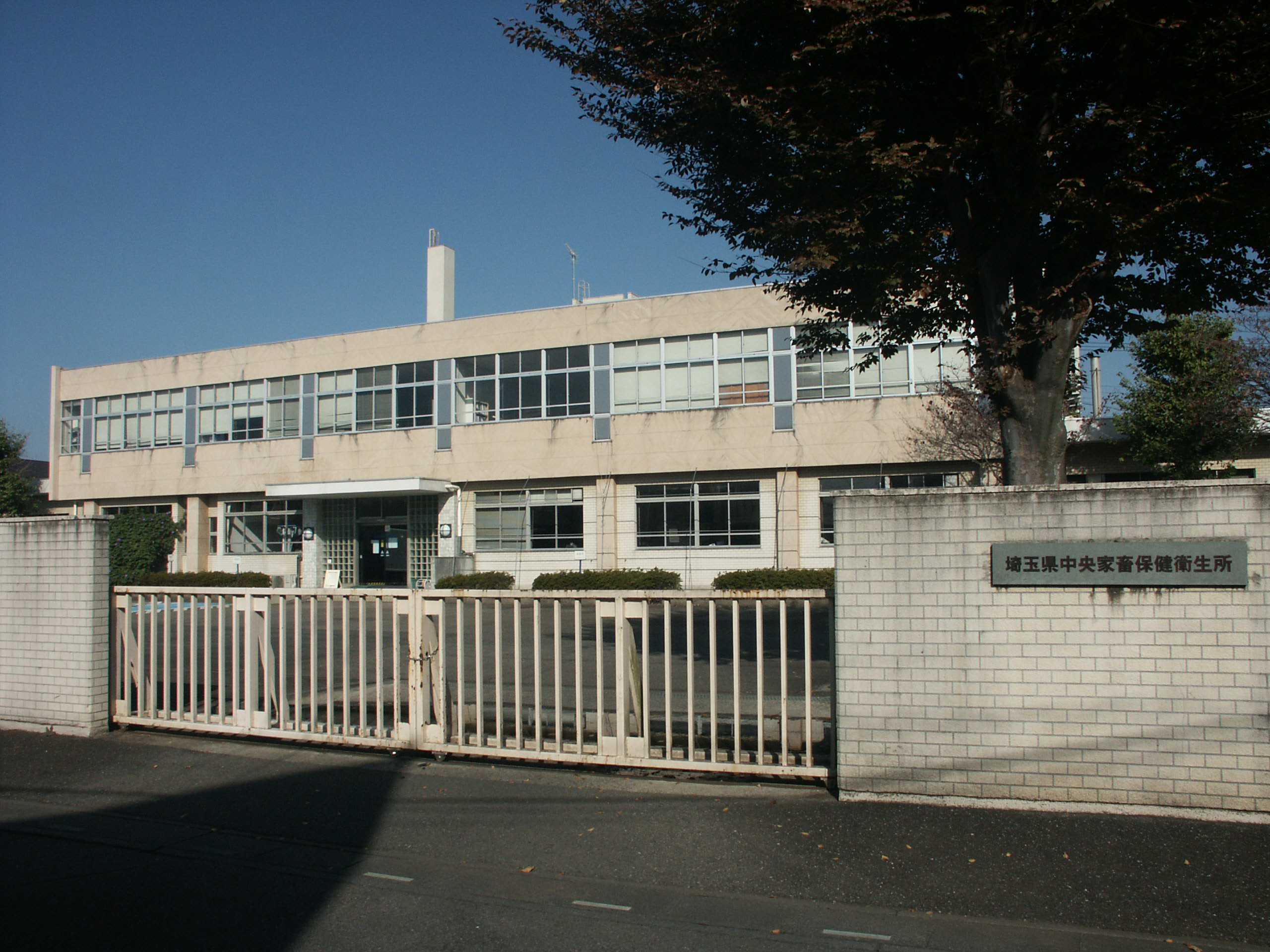
埼玉県中央家畜保健衛生所

市の施設
- プラザノース
  - さいたま市北区役所
  - 保健センター

- さいたま市水道局水道総合センター

国の施設
- 防衛省
  - 陸上自衛隊大宮駐屯地
  - 陸上自衛隊化学学校

- 生物系特定産業技術研究支援センター

県の施設
- 埼玉県職業能力開発センター
- 埼玉県計量検定所
- 埼玉県中央家畜保健衛生所

## 消防
- さいたま市北消防署
  - 植竹出張所

## 警察
北区全域を大宮区にある埼玉県大宮警察署が管轄している。
交番
- 加茂宮交番 - 交番ではあるがパトカーが常時配置され北区広域の警察機能を強化する位置づけとされている。
- 宮原駅前交番
- 土呂駅前交番
- 日進交番

警察施設
- 埼玉県警察学校
- 運転管理課大宮分室

## 施設

### 公共施設
- プラザノース
  - プラザノースホール
  - さいたま市立北図書館
- さいたま市立大宮西部図書館
- さいたま市立宮原図書館

### 商業施設
- ステラタウン - 専門店街ステラモールと有名大型店が融合した複合型ショッピングモール
  - 大宮アルディージャ「オレンジコート ステラタウン」 - クラブ公式フットサルコート
- ニトリホームズ 宮原店 - TOBにより島忠ホームズから転換した全国一号店
- イオン大宮店

### 医療関連
- 大宮中央総合病院
- 彩の国東大宮メディカルセンター
- さいたま北部医療センター
  - 大宮休日夜間急患センター併設
- 大宮医師会
  - 大宮歯科休日急患診療所併設
- 埼玉県柔道整復師会

### 観光関連
- 大宮盆栽村
- 大宮盆栽美術館
- さいたま市立漫画会館
- 美楽温泉 SPA-HERBS - 温泉施設
- おふろcafe utatane - 温泉施設（ホテル併設）
- 石上神社（いそのかみじんじゃ） - 感染症・伝染病の神様として信仰され、病に感染しないよう、また軽くすむようにと祀られている。
- 加茂神社

### 公園
- 市民の森・見沼グリーンセンター - 敷地内にリスの飼育園「りすの家」、体験農場、芝生広場、市民農園がある。
- 小山公園
- 申公園
- 東公園
- 新堀公園
- つつじヶ丘公園
- 諏訪公園
- 吉野公園
- 領家北公園
- 領家中央公園
- 領家南公園
- 松原公園
- 松谷公園
- 原殿公園
- 宮原公園
- 土呂公園
- 鍛冶公園
- 滝宮公園
- 神明公園
- 日進公園
- 上加公園
- 東大成中山道公園
- きたまちしましま公園
- 宮原児童センター庭

### 工業団地
- 吉野原工業団地

### 教育施設
小学校

| - さいたま市立東大成小学校 - さいたま市立日進小学校 - さいたま市立日進北小学校 - さいたま市立宮原小学校 - さいたま市立植竹小学校 | - さいたま市立大砂土小学校 - さいたま市立大宮別所小学校 - さいたま市立泰平小学校 - さいたま市立つばさ小学校 - さとえ学園小学校 |

中学校
- さいたま市立日進中学校
- さいたま市立宮原中学校
- さいたま市立植竹中学校
- さいたま市立泰平中学校
- さいたま市立土呂中学校

高等学校
- 埼玉県立大宮工業高等学校
- 埼玉県立大宮中央高等学校
- さいたま市立大宮北高等学校
- 星槎国際高等学校大宮キャンパス

特別支援学校
- 埼玉大学教育学部附属特別支援学校
- 埼玉県立特別支援学校大宮ろう学園